# Малая Речка (Марий Эл)
Малая Речка (мар. Изэҥер) — деревня в Медведевском районе Марий Эл Российской Федерации. Входит в состав Люльпанского сельского поселения.
Численность населения — 38 чел. (2021 год).

## География
Располагается в 4 км от административного центра сельского поселения — деревни Люльпаны.

## История
Первые дома в деревне построили в 1905—1907 гг. выходцы из д. Широково и других Вятской губернии.
В 1931 году организовали колхоз «Малая речка», через год земли хозяйства были включены в Оршанский льносовхоз.
В 1935—1937 гг. хозяйство входило в состав колонии.

## Население
| 2010 | 2011 | 2012 | 2013 | 2014 | 2015 | 2016 |
| ---- | ---- | ---- | ---- | ---- | ---- | ---- |
| 48   | ↗55  | ↘45  | ↗48  | ↘41  | →41  | ↗46  |
| 2018 | 2019 | 2020 | 2021 |      |      |      |
| →46  | ↘36  | ↗45  | ↘38  |      |      |      |

Национальный состав на 1 января 2013 г.:
| Национальность | Численность, чел. | Доля    |
| -------------- | ----------------- | ------- |
| всего          | 48                | 100,0 % |
| Марийцы        | 5                 | 10,4 %  |
| Русские        | 40                | 83,3 %  |
| другие         | 3                 | 6,3 %   |

## Описание
Улично-дорожная сеть деревни имеет асфальтовое и грунтовое покрытие.
Жители проживают в индивидуальных домах. Деревня не газифицирована, используется привозной сжиженный газ.